# Okzitanische Fußballauswahl
Die okzitanische Fußballauswahl ist die Fußballauswahl des Gebietes Okzitanien, das im Süden von Frankreich liegt. Sie wird durch die schon 1901 gegründete Associacion Occitana de Fotbòl kontrolliert.
Die okzitanische Fußballauswahl ist kein Mitglied der UEFA und der FIFA. Daher tritt sie auch nicht zu internationalen Pflichtspielen an. Freundschaftsspielgegner sind Mannschaften wie die katalanische Fußballauswahl oder die monegassische Fußballnationalmannschaft, die ebenfalls nicht der UEFA angehören. So nahm sie zum Beispiel am Viva World Cup 2006 teil, welcher vom N.F.-Board, einer Vereinigung von Nicht-FIFA-Mitgliedern, in Okzitanien selbst (in der Stadt Hyères) im November 2006 veranstaltet wurde.
Bis heute hat die okzitanische Fußballauswahl acht Spiele bestritten: zwei im Jahr 1921 und vier von 2005 bis April 2006 sowie weitere zwei Spiele im VIVA World Cup 2006. Die Partien von 1921 spielte das damalige Team unter dem Namen Provence.
Bei dem VIVA World Cup 2008 nahm wieder eine Mannschaft unter dem Namen Provence teil, somit ist die Auswahl aus Okzitanien nach über 85 Jahren wieder zu ihrem ursprünglichen Namen zurückgekehrt.

## Teilnahmen an Fußball-Weltmeisterschaften
- 1930 bis 2022 – nicht teilgenommen

## Teilnahmen an Fußball-Europameisterschaften
- 1960 bis 2021 – nicht teilgenommen

## Teilnahme am Viva World Cup
| Jahr | Ort        | Platzierung     |
| ---- | ---------- | --------------- |
| 2006 | Okzitanien | 3. Platz        |
| 2008 | Lappland   | keine Teilnahme |
| 2009 | Padanien   | 5. Platz        |
| 2010 | Gozo       | 3. Platz        |
| 2012 | Kurdistan  | 5. Platz        |